# Evander M. Law
Pour les articles homonymes, voir Law.
Evander McIver Law, né le 7 août 1836 à Darlington et mort le 31 octobre 1920 à Bartow, est un écrivain, professeur et militaire américain.

## Biographie
Formé à l'académie militaire de Caroline du Sud (de nos jours The Citadel, The Military College of South Carolina (en)), il crée sa propre école militaire à Tuskegee en Alabama.
Il participe à la guerre de Sécession du côté des Confédérés. À la première bataille de Bull Run, il est dans la brigade de Barnard Elliott Bee, Jr.. Par la suite, il hérite du commandement de l'Alabama Brigade et reste sous le propre commandement de James Longstreet dans l'armée de Virginie du Nord. Il participe à la campagne de la Péninsule, la bataille de Sept Jours, la bataille de Malvern Hill, la campagne de Virginie Septentrionale, la seconde bataille de Bull Run, la campagne du Maryland, la bataille de Gettysburg, la bataille de Chickamauga, la campagne de Knoxville ou encore l'Overland Campaign.
Après guerre, il s'installe à Bartow en Floride et joue notamment un rôle clé dans la mise en place de l'école publique dans cet État.